# Salli Saffioti
Salli Saffioti (* 11. Juni 1976 in Oceanside, New York) ist eine US-amerikanische Schauspielerin und Synchronsprecherin.

## Karriere

### Schauspielerische Tätigkeiten
Salli Saffioti hatte Rollen in Fernsehserien wie zum Beispiel Emergency Room – Die Notaufnahme, NYPD Blue, Crossing Jordan – Pathologin mit Profil oder Kate Fox & die Liebe. 2009 spielte sie im Superheldenfilm Watchmen – Die Wächter – neben Malin Åkerman, Billy Crudup, Patrick Wilson und Carla Gugino – die Rolle der Annie Leibovitz. 2010 spielte sie im Filmdrama Rabbit Hole – neben Nicole Kidman, Aaron Eckhart und Sandra Oh – die Rolle der Lori.

### Tätigkeiten als Synchronsprecherin
Saffioti lieh 2008 in Resident Evil: Degeneration und 2012 in Resident Evil: Damnation der Ingrid Hunnigan ihre Stimme.

## Filmografie (Auswahl)

### Als Schauspielerin
- 1996–1997: Ein schrecklich nettes Haus (In The House, Fernsehserie, 2 Episoden)
- 1997: Crisis Center (Fernsehserie, eine Episode)
- 1997: The Good News (Fernsehserie, eine Episode)
- 1998: The Week That Girl Died
- 1998: Chicago Hope – Endstation Hoffnung (Chicago Hope, Fernsehserie, eine Episode)
- 1998–1999: Tracey Takes On... (Fernsehserie, 5 Episoden)
- 2001: Emergency Room – Die Notaufnahme (ER, Fernsehserie, 2 Episoden)
- 2001: The Agency – Im Fadenkreuz der C.I.A. (The Agency, Fernsehserie, eine Episode)
- 2002: For Your Love (Fernsehserie, eine Episode)
- 2003: Meine wilden Töchter (8 Simple Rules, Fernsehserie, eine Episode)
- 2003: The Handler (Fernsehserie, eine Episode)
- 2003: Kate Fox & die Liebe (Miss Match, Fernsehserie, eine Episode)
- 2004: The District – Einsatz in Washington (The District, Fernsehserie, eine Episode)
- 2004: A Day Without a Mexican
- 2004: New York Cops – NYPD Blue (NYPD Blue, Fernsehserie, eine Episode)
- 2005: Welcome to September
- 2006: In Justice (Fernsehserie, eine Episode)
- 2006: Crossing Jordan – Pathologin mit Profil (Crossing Jordan, Fernsehserie, eine Episode)
- 2007: Hard Four
- 2009: Watchmen – Die Wächter (Watchmen)
- 2010: In Plain Sight – In der Schusslinie (In Plain Sight, Fernsehserie, eine Episode)
- 2010: Rabbit Hole

### Als Synchronsprecherin
- 2004: EverQuest II (Videospiel)
- 2005: Resident Evil 4 (Videospiel)
- 2005: Destroy All Humans! (Videospiel)
- 2005: EverQuest II: Desert of Flames (Videospiel)
- 2006: The Sopranos: Road to Respect (Videospiel)
- 2007: Lost Odyssey (Videospiel)
- 2008: Resident Evil: Degeneration
- 2008: Spider-Man: Web of Shadows (Videospiel)
- 2011: Skylanders: Spyro's Adventure (Videospiel)
- 2012: Monster High – Mega Monsterparty
- 2012: Resident Evil: Damnation
- 2012: Resident Evil 6 (Videospiel)
- 2012: Skylanders: Giants (Videospiel)
- 2013: Metal Gear Rising:Revengeance (Videospiel)
- 2019: Fire Emblem: Three Houses (Videospiel)
- 2020: Spycies: Zwei tierisch coole Agenten (Mia)